# Bataille de Riachuelo
Guerre de la Triple Alliance
Batailles
- Mato Grosso
- Corrientes
- Riachuelo
- Paso de Cuevas
- Yatay
- Uruguaiana
- Pehuajó
- Estero Bellaco
- Tuyutí
- Curuzú
- Curupaytí
- Humaitá
- Ytororó
- Avaí
- Campagne des collines
- Acosta Ñu
- Cerro Corá

La bataille navale de Riachuelo oppose, le 11 juin 1865, durant la guerre de la Triple-Alliance, une petite escadre brésilienne à une petite escadre paraguayenne, sur le fleuve Paraña. À la fin de la journée, les navires paraguayens se retirent ; les Brésiliens ne les poursuivent pas.

## Contexte
À cette époque de l'année, le niveau des eaux du Parana (sans tilde, avec un accent tonique sur le « a » final) est bas, rendant la navigation et la manœuvre difficile. La seconde division navale, appellation officielle de l'escadre brésilienne, bloquait le fleuve au sud de la ville argentine de Corrientes. Le fleuve était, en effet, gardé par une forteresse paraguayenne au nord du confluent du fleuve Paraná avec son affluent, la rivière Paraguay, Humaita.
Francisco Solano López donna ordre au chef de sa flottille, le capitaine Pedro Ignacio Meza, de descendre attaquer la flottille brésilienne, l'attaque devant se produire impérativement avant le lever du jour. À ce moment-là, estimait-il, les Brésiliens se trouveraient toujours à terre pour la nuit et un canonnage des navires à l'ancre serait efficace et peu dangereux. C'est bien la situation dans laquelle se trouvait l'ennemi. Cependant, Meza arrêta la flottille en raison de l'avarie d'un vapeur, l'Ybyra, pour tenter de réparer. Plusieurs heures furent perdues en vain, et il décida de poursuivre sans l'unité endommagée, au risque d'arriver après le lever du jour. Parvenant sur le site à l'aube naissante, au lieu de suivre les ordres, il attaqua les forces campées à terre, puis passa la flottille brésilienne qu'il bloqua par le sud. L'occasion était manquée, et les Brésiliens eurent le temps de mettre en ordre de route et de bataille leurs unités et purent aller affronter la flottille paraguayenne. Les péripéties de la bataille connurent des moments favorables aux Paraguayens, mais l'amiral brésilien Barroso, meilleur manœuvrier et audacieux alors que l'issue lui devenait favorable, renversa la situation malgré l'erreur de manœuvre d'un de ses « cuirassés ». Même sans cela, les Paraguayens auraient souffert quelques pertes qu'ils ne pouvaient pas se permettre, ce qui aurait été évité en suivant les ordres.
Grâce au coup d'audace de Barroso, elles furent trop importantes par rapport au nombre d'unités de sa flotte pour qu'il soit possible d'envisager de nouveaux engagements sur les fleuves. Le Paraguay ne pourra plus qu'adopter une attitude défensive et se reposer sur Humaita pour empêcher les Alliés de la Triple Alliance, en l'espèce le Brésil, d'atteindre Asuncion. Humaita sera enlevée plus tard, mais après cette bataille, la guerre se poursuivra sur Terre.

## Forces en présence

### Brésil
L'escadre de la marine brésilienne est composée d'une corvette, à aubes, d'un vapeur armé, à hélice, et de 7 canonnières.
| Nom           | Tonnage | puissance | Armement                        | Notes                             |
| ------------- | ------- | --------- | ------------------------------- | --------------------------------- |
| Amazonas      | 1050    | 300       | 1 x 70 lb et 5 x 68 lb          | corvette à roues, vaisseau amiral |
| Belmonte      | 602     | 120       | 1 x 70 lb, 3 x 68 lb, 4 x 32 lb | canonnière                        |
| Jequitinhonha | 647     | 130       | 2 x 68 lb, 5 x 32 lb            | vapeur à hélice                   |
| Beberibe      | 637     | 130       | 1 x 68 lb, 6 x 32 lb            | canonnière                        |
| Parnaíba      | 602     | 120       | 1 x 70 lb, 2 x 68 lb, 4 x 32 lb | canonnière                        |
| Ipiranga      | 325     | 70        | 7 x 30 lb                       | canonnière                        |
| Araguari      | 415     | 80        | 2 x 68 lb, 2 x 32 lb            | canonnière                        |
| Iguatemi      | 406     | 80        | 3 x 68 lb, 2 x 32 lb            | canonnière                        |
| Mearim        | 415     | 100       | 3 x 68 lb, 4 x 32 lb            | canonnière                        |

### Paraguay
L'escadre est composée de 7 vapeurs à aubes et d'un vapeur à hélice. Il y a aussi des barges à fond plat, chatas, avec plats-bords et armés de pièces de 80 « à la Paixhans ».
| Nom               | Tonnage | puissance         | Armement             | Notes                             |
| ----------------- | ------- | ----------------- | -------------------- | --------------------------------- |
| Tacuary           | 620     | 120               | 2 x 68 lb, 6 x 32 lb | navire amiral, roues à aubes      |
| Igurey            | 650     | 130               | 3 x 68 lb, 4 x 32 lb | roues à aubes                     |
| Marquez de Olinda | 300     | 80                | 4 x 18 lb            | ancien paquebot brésilien capturé |
| Salto Oriental    | 300     | 70                | 4 x 18 lb            | roues à aubes                     |
| Paraguary         | 730     | 130               | 2 x 68 lb, 6 x 32 lb | roues à aubes                     |
| Iborá             | 300     | 80                | 4 x ??               | à hélice                          |
| Jejuy             | 200     | 60                | 2 x 18 lb            | roues à aubes                     |
| Pirabebé          | 150     | 60                | 1 x 18 lb            | roues à aubes                     |
| Rangel            |         | désarmé           | en remorque          |                                   |
| 2 Chatas (barges) | 40      | 1 x 80 lb chacune | Barges - en remorque |                                   |
| 5 Chatas (barges) | 35      | 1 x 68 lb chacune | Barges - en remorque |                                   |

Les Paraguayens ont des troupes sur la rive gauche. D'abord, une batterie de 22 pièces de 32 lb et 2 batteries de fusées « à la Congrève ». Les troupes servant ces batteries, ou les protégeant, infanterie, cavalerie ou artillerie, sont de l'ordre de 1 200 hommes.
Des détachements d'infanterie sont aussi venus renforcer les équipages des barges et des navires.

## Combat

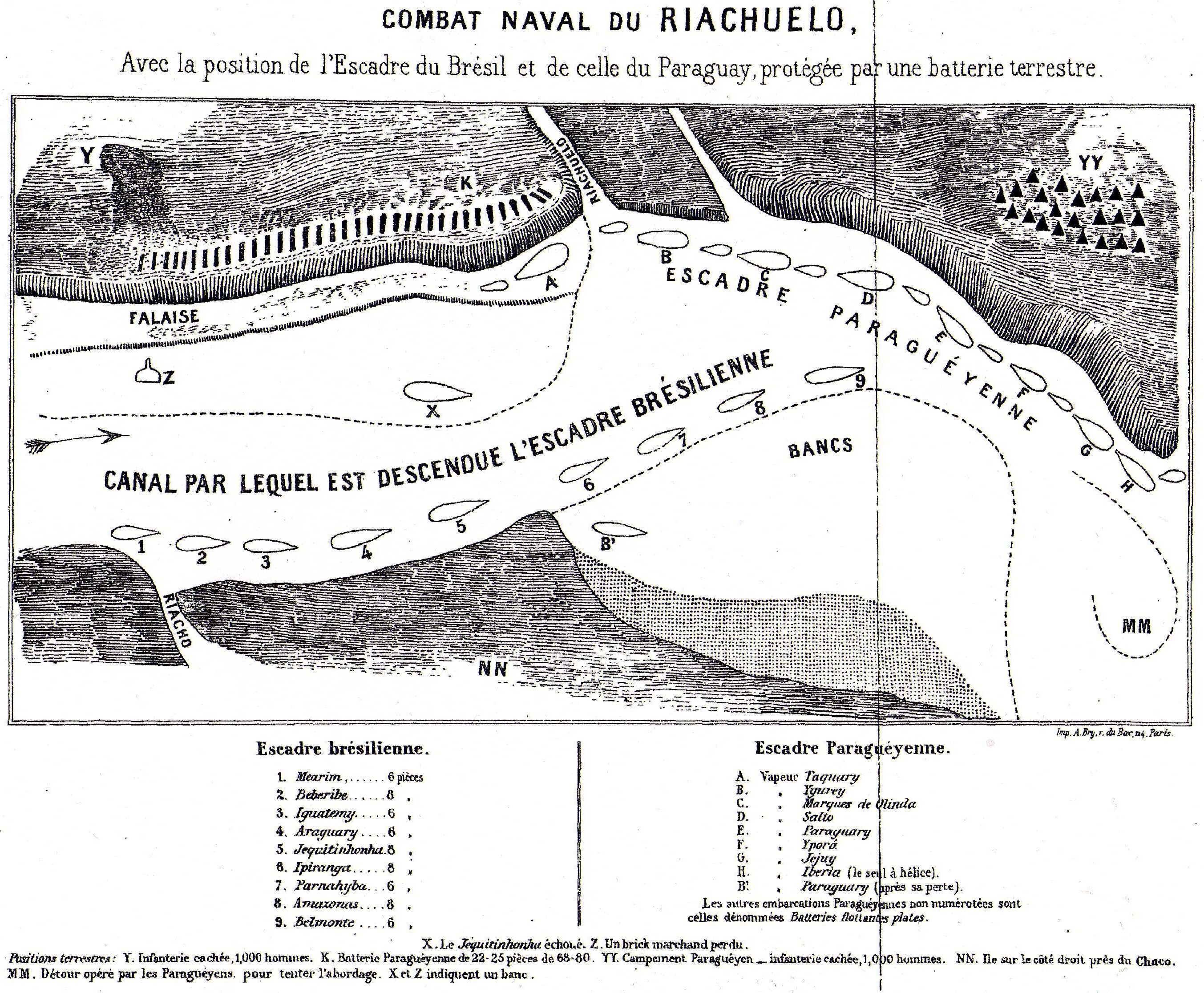
Plan de la bataille

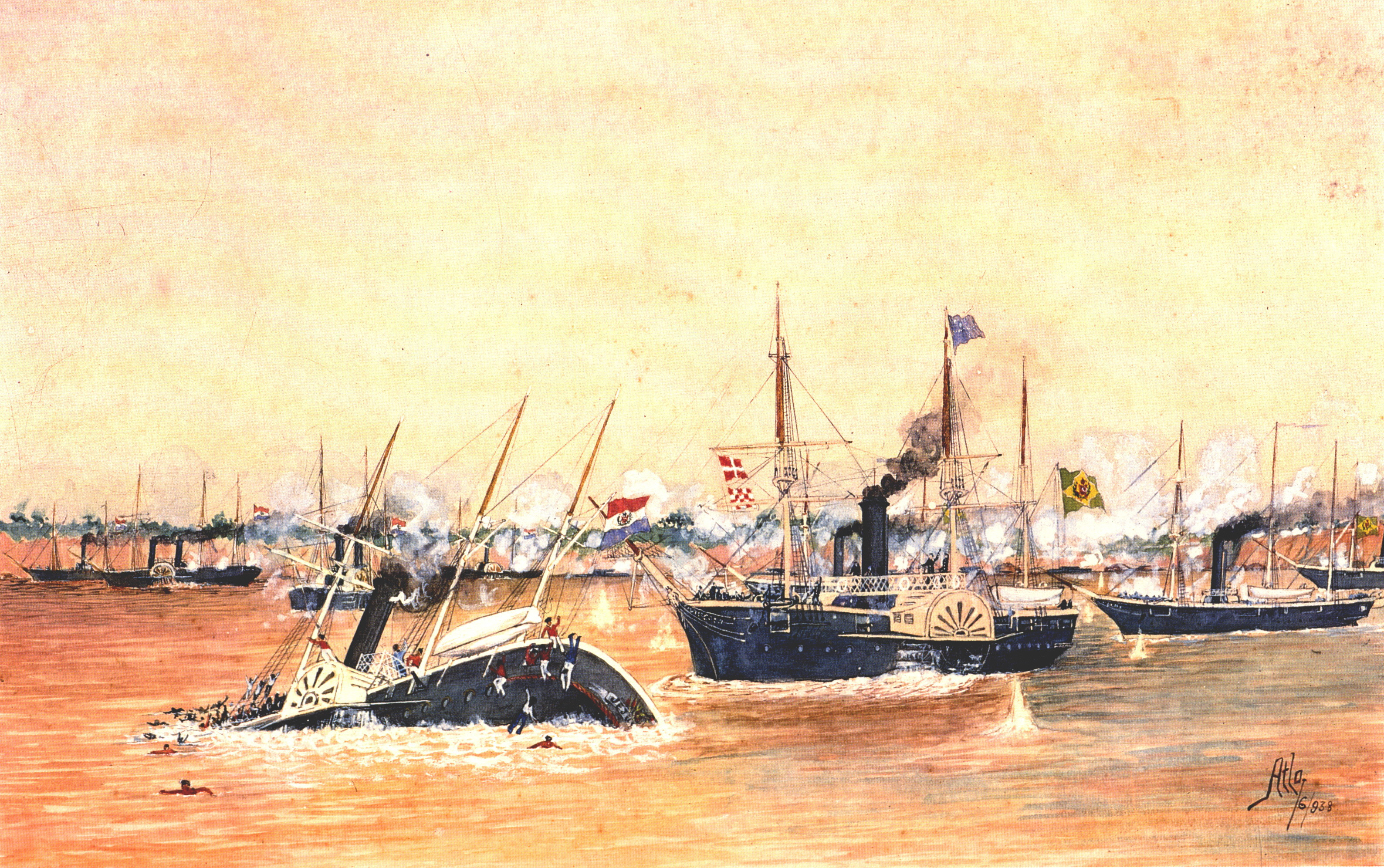
Bataille de Riachuelo. La corvette brésilienne Amazonas a éperonné le Jejuy avant de s'en prendre au Salto puis au Marquez-de-Olenda.

Il commence vers 9 heures et dure jusqu'à 18 heures.